# Scarpa d'oro 2023

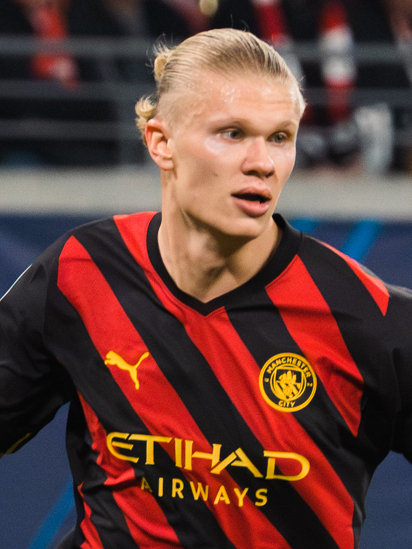
Erling Haaland, vincitore della Scarpa d'oro 2023

La Scarpa d'oro 2023 è il riconoscimento calcistico conferito al giocatore che, durante la stagione calcistica europea, ha ottenuto il miglior punteggio calcolato moltiplicando il numero di reti messe a segno in partite di campionato per il coefficiente di difficoltà del campionato stesso.
Il premio è stato vinto da Erling Haaland grazie ai suoi 36 gol segnati durante la stagione 2022-2023. Per l'attaccante del Manchester City si tratta del primo successo nella competizione.

## Classifica finale
Questa è la classifica relativa alle prime dieci posizioni della competizione.
| Pos. | Nome                | Campionato attuale | Squadra/e           | Gol | C-UEFA | Punti |
| ---- | ------------------- | ------------------ | ------------------- | --- | ------ | ----- |
| 1    | Erling Haaland      | Premier League     | Manchester City     | 36  | x2     | 72    |
| 2    | Harry Kane          | Premier League     | Tottenham           | 30  | x2     | 60    |
| 3    | Kylian Mbappé       | Ligue 1            | Paris Saint-Germain | 29  | x2     | 58    |
| 4    | Alexandre Lacazette | Ligue 1            | Olympique Lione     | 27  | x2     | 54    |
| 5    | Victor Osimhen      | Serie A            | Napoli              | 26  | x2     | 52    |
| 6    | Jonathan David      | Ligue 1            | Lilla               | 24  | x2     | 48    |
| 7    | Robert Lewandowski  | La Liga            | Barcellona          | 23  | x2     | 46    |
| 8    | Enner Valencia      | Süper Lig          | Fenerbahçe          | 29  | x1,5   | 43,5  |
| 9    | Lautaro Martínez    | Serie A            | Inter               | 21  | x2     | 42    |
| 9    | Loïs Openda         | Ligue 1            | Lens                | 21  | x2     | 42    |
| 9    | Folarin Balogun     | Ligue 1            | Stade Reims         | 21  | x2     | 42    |